# U-263 (tàu ngầm Đức)
U-263 là một tàu ngầm tấn công  Lớp Type VII thuộc phân lớp Type VIIC được Hải quân Đức Quốc Xã chế tạo trong Chiến tranh Thế giới thứ hai. Nhập biên chế năm 1942, nó đã thực hiện được hai chuyến tuần tra và đánh chìm hai tàu buôn với tổng tải trọng 12.346 GRT. Trong chuyến tuần tra cuối cùng, U-263 tiến hành lặn sâu thử nghiệm trong vịnh Biscay và đắm do tai nạn vào ngày 20 tháng 1, 1944.

## Thiết kế và chế tạo

### Thiết kế

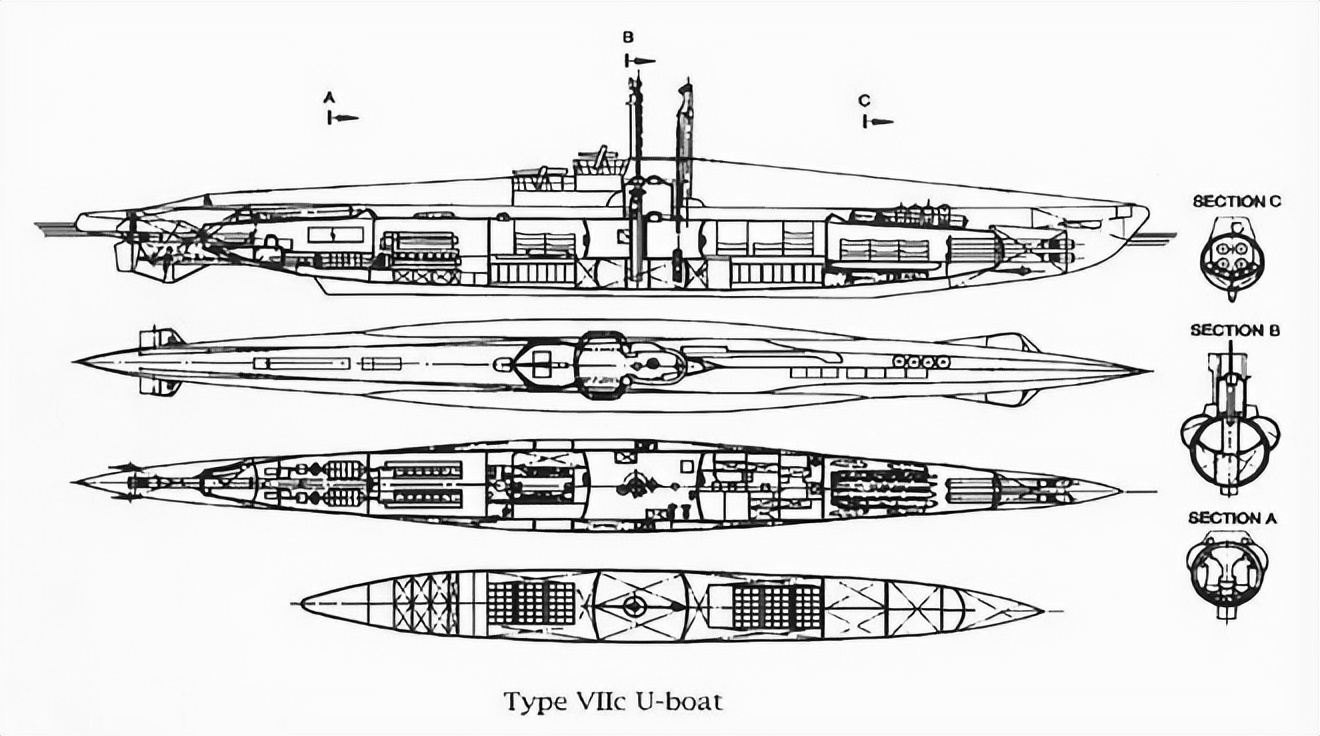
Sơ đồ các mặt cắt một tàu ngầm Type VIIC

Phân lớp VIIC của Tàu ngầm Type VII là một phiên bản VIIB được kéo dài thêm. Chúng có trọng lượng choán nước 769 t (757 tấn Anh) khi nổi và 871 t (857 tấn Anh) khi lặn). Con tàu có chiều dài chung 67,10 m (220 ft 2 in), lớp vỏ trong chịu áp lực dài 50,50 m (165 ft 8 in), mạn tàu rộng 6,20 m (20 ft 4 in), chiều cao 9,60 m (31 ft 6 in) và mớn nước 4,74 m (15 ft 7 in).
Chúng trang bị hai động cơ diesel Germaniawerft F46 siêu tăng áp 6-xy lanh 4 thì, tổng công suất 2.800–3.200 PS (2.100–2.400 kW; 2.800–3.200 bhp), dẫn động hai trục chân vịt đường kính 1,23 m (4,0 ft), cho phép đạt tốc độ tối đa 17,7 kn (32,8 km/h), và tầm hoạt động tối đa 8.500 nmi (15.700 km) khi đi tốc độ đường trường 10 kn (19 km/h). Khi đi ngầm dưới nước, chúng sử dụng hai động cơ/máy phát điện AEG GU 460/8–27 tổng công suất 750 PS (550 kW; 740 shp). Tốc độ tối đa khi lặn là 7,6 kn (14,1 km/h), và tầm hoạt động 80 nmi (150 km) ở tốc độ 4 kn (7,4 km/h). Con tàu có khả năng lặn sâu đến 230 m (750 ft).
Vũ khí trang bị có năm ống phóng ngư lôi 53,3 cm (21 in), bao gồm bốn ống trước mũi và một ống phía đuôi, và mang theo tổng cộng 14 quả ngư lôi, hoặc tối đa 22 quả thủy lôi TMA, hoặc 33 quả TMB. Tàu ngầm Type VIIC bố trí một hải pháo 8,8 cm SK C/35 cùng một pháo phòng không 2 cm (0,79 in) trên boong tàu. Thủy thủ đoàn bao gồm 4 sĩ quan và 40-56 thủy thủ.

### Chế tạo
U-263 được đặt hàng vào ngày 15 tháng 8, 1940, và được đặt lườn tại xưởng tàu của hãng Bremer-Vulkan-Vegesacker Werft ở Bremen vào ngày 8 tháng 6, 1941. Nó được hạ thủy vào ngày 18 tháng 3, 1942, và nhập biên chế cùng Hải quân Đức Quốc Xã vào ngày 6 tháng 5, 1942 dưới quyền chỉ huy của Hạm trưởng, Đại úy Hải quân Kurt Nölke.

## Lịch sử hoạt động
Sau khi hoàn thành việc chạy thử máy và huấn luyện trong thành phần Chi hạm đội U-boat 8, U-263 được điều sang Chi hạm đội U-boat 1 từ ngày 1 tháng 11, 1942 để hoạt động trên tuyến đầu.

### Chuyến tuần tra thứ nhất
U-263 khởi hành từ cảng Kiel vào ngày 27 tháng 10, 1942 cho chuyến tuần tra đầu tiên trong chiến tranh. Nó tiến ra Bắc Hải, rồi băng qua khe GIUK giữa quần đảo Faroe và Iceland để hoạt động trong Đại Tây Dương ở lối tiếp cận phía Tây của eo biển Gibraltar. Tại đây U-263 đã phối hợp cùng bầy sói West Wall để tấn công Đoàn tàu KMS 3 vào ngày 20 tháng 11, đánh chìm tàu buôn Anh Grangepark 5.132 GRT, và tàu buôn Na Uy Prins Harald 7.244 GRT cùng tại tọa độ 35°55′B 10°14′T / 35,917°B 10,233°T.
Các tàu vũ trang hộ tống cho Đoàn tàu Đoàn tàu KMS 3 đã phản công với 119 quả mìn sâu được thả xuống, khiến U-263 bị hư hại đáng kể và phải rút lui về về căn cứ La Pallice tại La Rochelle, Pháp. Trên đường rút lui về phía Tây Gibraltar vào ngày 24 tháng 11, nó lại bị một máy bay ném bom Lockheed Hudson thuộc Liên đội 233 Không quân Hoàng gia Anh tấn công, với bốn quả mìn sâu được thả xuống, tiếp tục gây hư hại nặng khiến chiếc tàu ngầm không thể lặn. Hai ngày sau đó, 26 tháng 11, U-263 bị một tàu ngầm đối phương không rõ tung tích tấn công với hai quả ngư lôi được phóng ra, nhưng không trúng đích. Chiếc tàu ngầm đi đến cảng La Pallice bên bờ biển Đại Tây Dương của Pháp đã bị Đức chiếm đóng, đến nơi vào ngày 29 tháng 11.

### Chuyến tuần tra thứ hai - Bị mất
Sau đợt sửa chữa kéo dài đến hơn một năm, U-263 xuất phát từ cảng La Pallice vào ngày 19 tháng 1, 1944 cho chuyến tuần tra thứ hai, cũng là chuyến cuối cùng. Nó tiến hành thử nghiệm lặn sâu trong vịnh Biscay trong ngày hôm sau 20 tháng 1, nhưng đã báo cáo về căn cứ về sự cố thùng nhiên liệu số 2 bên ngoài bị ép vỡ trong khi lặn sâu, và đang nỗ lực quay trở lại cảng, nhưng phiên liên lạc bị gián đoạn và chiếc tàu ngầm hoàn toàn mất liên lạc. U-263 đắm tại tọa độ 45°40′B 03°00′T / 45,667°B 3°T, ở độ sâu 29 m (95 ft); toàn bộ 51 thành viên thủy thủ đoàn đều tử trận.

### "Bầy sói" tham gia
U-263 từng tham gia bầy sói:
- West Wall (8 – 24 tháng 11, 1942)

### Tóm tắt chiến công
U-263 đã đánh chìm được hai tàu buôn tổng tải trọng 12.376 GRT:
| Ngày              | Tên tàu      | Quốc tịch      | Tải trọng | Số phận      |
| ----------------- | ------------ | -------------- | --------- | ------------ |
| 20 tháng 11, 1942 | Grangepark   | United Kingdom | 5.132     | Bị đánh chìm |
| 20 tháng 11, 1942 | Prins Harald | Norway         | 7.244     | Bị đánh chìm |